# Нуайе-сюр-Жаброн
Нуайе́-сюр-Жабро́н (фр. Noyers-sur-Jabron, окс. Noguièrs) — коммуна во Франции, находится в регионе Прованс — Альпы — Лазурный Берег. Департамент коммуны — Альпы Верхнего Прованса. Главный город кантона Нуайе-сюр-Жаброн. Округ коммуны — Форкалькье.
Код INSEE коммуны — 04139.

## Население
Население коммуны на 2008 год составляло 398 человек.
| 1962 | 1968 | 1975 | 1982 | 1990 | 1999 | 2008 |
| ---- | ---- | ---- | ---- | ---- | ---- | ---- |
| 236  | 252  | 232  | 240  | 291  | 337  | 398  |

## Экономика
В 2007 году среди 223 человек в трудоспособном возрасте (15—64 лет) 164 были экономически активными, 59 — неактивными (показатель активности — 73,5 %, в 1999 году было 65,7 %). Из 164 активных работали 138 человек (78 мужчин и 60 женщин), безработных было 26 (14 мужчин и 12 женщин). Среди 59 неактивных 17 человек были учениками или студентами, 18 — пенсионерами, 24 были неактивными по другим причинам.

## Достопримечательности
- Замок Перивуа (XVII век)
- Замок Гранд-Бастье (XVII век)
- Руины часовни Сен-Бевон (XIX век)
- Часовня Сен-Клод (XVII век)
- Церковь Сен-Пьер-о-Льен
- Водяная мельница на реке Жаброн